# Mateja Slatnar
Mateja Slatnar (* um 1970) ist eine slowenische Badmintonspielerin.

## Karriere
Mateja Slatnar wurde 1993 erstmals nationale Meisterin in Slowenien. Weitere Titelgewinne folgten 1996 und 1998. 1993 und 1995 nahm sie an den Badminton-Weltmeisterschaften teil. Vordere Platzierungen erreichte sie des Weiteren bei den Czech International, den Spanish International, den Italian International, den Iceland International und den Slovenia International.